# 珊瑚色
珊瑚色（さんごいろ）とは、宝石サンゴの粉末の色のこと。黄がちのピンク。

## 概要
唐代の中国から製法が渡来した珊瑚を砕いた顔料の色だが、ベニサンゴの色という説とアカサンゴの色という説がある。これは、世界中に流通し日本で「古渡り」と呼ばれた地中海原産のベニサンゴの良品がほぼ枯渇した19世紀ごろ、入れ替わるように日本近海産のアカサンゴが発見されたことによる。地中海珊瑚のほうが斑が入らず透明感がなくややオレンジがかると言われるが、加工品では鑑定のプロでも判定に困るものもある。顔料の状態ではどちらのサンゴでも色は変わらないと思われる。
日本の文学作品では、正岡子規が『かけはしの記』でイチゴを「珊瑚なす」、太宰治が『ロマネスク』でリンゴを「珊瑚くらいに紅く」と表現したように、珊瑚の色は深い紅色として扱われていることが多い。
日本で最も好まれたのは「血赤」と呼ばれた深く艶やかな紅色の珊瑚だが、輸出先の欧州では古来淡いピンク色の珊瑚を珍重しており、日本で「ボケ」と呼ばれるピンク色の珊瑚を好む。英語ではピンク色の珊瑚の中で最上級のものを天使の肌のように清らかで愛らしいとしてエンジェルスキンの名で呼ぶ。

## 英語のコーラル
英語の色名のコーラルは1513年に記録されており、こちらは明らかに鮮やかな赤橙色のベニサンゴの色である。1892年にはコーラルピンク、コーラルレッドが登場している。こちらは当時輸出されていた日本近海産のアカサンゴ、モモイロサンゴの色の可能性がある。
コーラルの補色に当たる色はティール（鴨の羽色）である。

### バリエーション
バリエーションとして、英語ではコーラルピンク、ライトコーラルがある。